# Mouskoutchou
Le mouskoutchou est un gâteau traditionnel algérien qui ressemble à une génoise.

## Description et préparation
Le mouskoutchou est un gâteau léger et spongieux, préparé avec des œufs, de l'huile, du lait et de la farine, parfumé au citron ou à l'orange, et souvent garni avec du miel ou de la confiture.
Ce gâteau, très facile à préparer et économique, est souvent offert à l'hôte lors d'une invitation à son domicile.